# Соавторство
Соа́вторство — правовой статус граждан, создавших совместным творческим трудом произведение (объект авторского права) независимо от того, образует ли такое произведение неразрывное целое или состоит из частей, каждая из которых имеет самостоятельное значение.

## Примеры соавторства
- Стругацкие, Аркадий и Борис
- Братья Вайнеры
- Ильф и Петров
- Козьма Прутков
- Кукрыниксы
- Макс Фрай
- Братья Гримм
- Сёстры Вачовски

## Цитаты

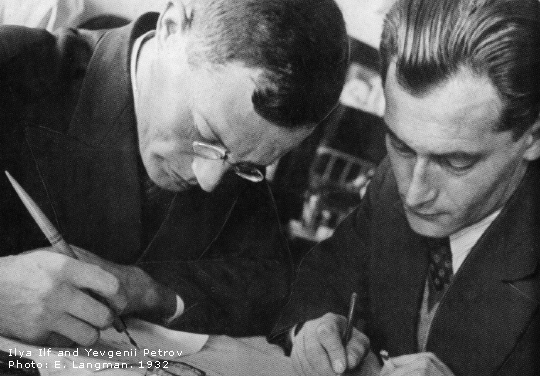
Ильф и Петров

«Судьба литературного содружества Ильфа и Петрова необычна. Она трогает и волнует. Они работали вместе не долго, всего десять лет, но в истории советской литературы оставили глубокий, неизгладимый след. Память о них не меркнет, и любовь читателей к их книгам не слабеет. Широкой известностью пользуются романы „Двенадцать стульев“ и „Золотой телёнок“»
 (Д. И. Заславский Вступительная статья к Собранию сочинений Ильи Ильфа и Евгения Петрова в 5 томах. М., Госиздательство художественной литературы, 1961)
 «Наш коллектив, по правде говоря, состоит из четырёх художников: Куприянова, Крылова, Соколова и Кукрыниксы. К последнему мы все трое относимся с большой бережностью и заботой, — пишут Кукрыниксы и подчеркивают: — То, что создано коллективом, не смог бы осилить любой из нас в отдельности»
 (Цит. по кн.: Кеменов В. С. Статьи об искусстве. М., 1965, с. 104.)
 «Творческие споры, — говорят Кукрыниксы, бывают в отдельных случаях, но они не нарушают единодушия в работе. Зато радостно видеть, как обогащается какая-нибудь наша общая работа внесением в неё всего лучшего, что имеет каждый из нас. А вносит каждый, не жалея и не приберегая для себя лично. В такой работе не должно быть болезненного самолюбия, равнодушного отношения»
 (Цит. по кн.: Кеменов В. С. Статьи об искусстве. М., 1965, с. 105.)

## Использование произведения, созданного в соавторстве
Произведение, созданное в соавторстве, используется соавторами совместно, если соглашением между ними не предусмотрено иное. В случае, когда такое произведение образует неразрывное целое, ни один из соавторов не вправе без достаточных оснований запретить использование такого произведения.
Часть произведения, использование которой возможно независимо от других частей, то есть часть, имеющая самостоятельное значение, может быть использована её автором по своему усмотрению, если соглашением между соавторами не предусмотрено иное.

## Распределение доходов, распоряжение исключительным правом и защита прав
Доходы от совместного использования произведения распределяются между всеми правообладателями поровну, если соглашением между ними не предусмотрено иное.
Распоряжение исключительным правом на произведение осуществляется соавторами совместно, если законом не предусмотрено иное. На практике это обычно означает, что договоры об использовании произведения, созданного в соавторстве подписываются всеми соавторами. В случае возникновения разногласий, возникших между соавторами по вопросу распоряжения исключительным правом на произведение, они разрешаются судом.
Каждый из соавторов вправе самостоятельно принимать меры по защите своих прав, в том числе в случае, когда созданное соавторами произведение образует неразрывное целое.

## Правовые акты
- Гражданский Кодекс РФ (Часть 4) от 18.12.2006 N 230-ФЗ (принят ГД ФС РФ 24.11.2006)